# Shenanigans
Shenanigans es un álbum de la banda estadounidense de punk rock Green Day. 
Fue lanzado el 2 de julio de 2002 a través de Reprise Records. El álbum contiene caras B, rarezas, covers y el tema "Ha Ha You're Dead", que fue grabado en la década de 1990 pero nunca fue lanzado. La canción instrumental "Espionage" fue incluida en la banda sonora de Austin Powers: The Spy Who Shagged Me.
Alcanzó el puesto N.º 27 en las listas de Estados Unidos y vendió 280.000 unidades para septiembre de 2010. A pesar de que la tapa original no cuenta con un título, la confusión en cuanto a ella surgió entre varios minoristas por el diseño de una pegatina que estaba pegada en la parte delantera. En una entrevista de septiembre de 2009 "Fuse On Demand", cuando se le preguntó quién diseñó la portada de 21st Century Breakdown, Billie Joe Armstrong dijo que Chris Bilheimer, así como las últimas cuatro portadas de discos, en los que incluyó a Shenanigans.
En 2002, Green Day se fue de gira junto con Blink-182 al "Pop Disaster Tour", sin embargo, ningún tema del álbum fue interpretado en vivo en ninguno de los espectáculos.

## Lista de canciones
Las canciones 1-13 son caras B de algunos singles de la banda. Se indica cuáles.

Toda la música compuesta por Green Day. 
| Shenanigans | |                                                             |          |  |
| N.º         | Título                                                                                              | Aparición Original                                          | Duración |  |
| 1.          | «Suffocate»                                                                                         | Cara-B de "Good Riddance (Time of Your Life)" single (1997) | 2:54     |  |
| 2.          | «Desensitized»                                                                                      | Cara-B de "Good Riddance (Time of Your Life)" single (1997) | 2:48     |  |
| 3.          | «You Lied»                                                                                          | Cara-B de "Good Riddance (Time of Your Life)" single (1997) | 2:26     |  |
| 4.          | «Outsider» (letra escrita por Dee Dee Ramone; interpretada originalmente por The Ramones)           | Cara-B de "Warning" single (2000)                           | 2:17     |  |
| 5.          | «Don't Wanna Fall in Love»                                                                          | Cara-B de "Geek Stink Breath" single (1995)                 | 1:39     |  |
| 6.          | «Espionage»                                                                                         | Cara-B de "Hitchin' a Ride" single (1997)                   | 3:23     |  |
| 7.          | «I Want to Be on T.V.» (Interpretada originalmente por Fang)                                        | Cara-B de "Geek Stink Breath" single (1995)                 | 1:17     |  |
| 8.          | «Scumbag» (Letra escrita por Mike Dirnt)                                                            | Cara-B de "Warning" single (2000)                           | 1:46     |  |
| 9.          | «Tired of Waiting for You» (Letra escrita por Ray Davies; interpretada originalmente por The Kinks) | Cara-B de "Basket Case" single (1994)                       | 2:34     |  |
| 10.         | «Sick of Me»                                                                                        | Cara-B de "Hitchin' a Ride" single (1997)                   | 2:07     |  |
| 11.         | «Rotting»                                                                                           | Cara-B de "Good Riddance (Time of Your Life)" single (1997) | 2:52     |  |
| 12.         | «Do Da Da»                                                                                          | Cara-B de "Brain Stew/Jaded" single (1996)                  | 1:30     |  |
| 13.         | «On the Wagon»                                                                                      | Cara-B de "Longview" single (1994)                          | 2:48     |  |
| 14.         | «Ha Ha You're Dead» (Letra escrita por Mike Dirnt)                                                  | Inédita                                                     | 3:07     |  |
| 30:48       | |                                                             |          |  |

### Otras
| Canción                      | Duración | Publicaciones                                                              |
| ---------------------------- | -------- | -------------------------------------------------------------------------- |
| "The Ballad of Wilhelm Fink" | 0:32     | Publicado en el Fat Wreck Chords compilación Short Music for Short People. |
| "19th Nervous Breakdown"     | 2:35     | Inédita                                                                    |
| "Alison"                     | 1:45     | Inédita; tocado en vivo en 2006 con Elvis Costello                         |
| "D.U.I."                     | 1:50     | Edición Limitada                                                           |

## Posiciones Mundiales
| Chart (2002)          | Peak position | Ref.  |
| --------------------- | ------------- | ----- |
| Billboard 200         | 27            |       |
| Austrian Album Charts | 33            |       |
| German Albums Chart   | 100           | [ 1 ] |
| Irish Album Charts    | 15            |       |
| Japan Album Charts    | 12            |       |
| UK Album Charts       | 32            |       |

## DUI
Existe cierta confusión sobre la rara canción "DUI", escrita e interpretada por Tré Cool, que se menciona en el listado de "Shenanigans" pero no está en el álbum. En la lista de canciones, "DUI" aparece entre las pistas nueve y diez ("Tired of waiting For you" y "Sick of Me"). Toda la información de la canción, excepto por el título está oculta por una gran mancha de pintura en aerosol. Esto llevó a años de especulación por los fanáticos.
Finalmente, en 2006, en el sitio web "Idiot Club" , en la sección de preguntas y respuestas, Mike bromeó y dijo que fue retirada porque estaba llena de "buenos consejos". Debido a la confusión, la canción se considera a veces una pista oculta, a pesar de no aparecer en el álbum.

## Trivia
- Hay un ruido blanco en la canción "Sick of Me" momentos antes de que Billie Joe diga "like a dog" (como un perro).
- Aunque la cubierta original no ofrece un título, varios minoristas crearon una confusión sobre ella diseñando una etiqueta engomada enyesada en el lado izquierdo y enviada  por el mundo entero. No se sabe quién es el creador, pero se dice que es de Puerto Rico.
- Mike Dirnt maneja el palo de béisbol en "Desensitized".
- La canción "Ha ha You're Dead" tiene un riff similar a Letterbomb del álbum American Idiot.